# جامعة شيزي
جامعة شيزي هي جامعة في مدينة شيزي في إقليم سنجان، تأسست في أبريل 1996 تحت إشراف وزارة التعليم وفيلق سنجان للإنتاج والبناء. وهي من الجامعات الوطنية الرئيسة في الصين. تقع على نهر ماناس على السفح الشمالي من جبال تيانشان في منطقة سنجان. في  أغسطس 2000 اختارت الحكومة المركزية الجامعة كمؤسسة رئيسية في تطوير شمال غرب الصين.

## مزيد من القراءة
- McGregor, Richard. The Party: The Secret World of China's Communist Rulers. Harper Perennial: New York, 2012. (ردمك 978-0-06-170876-3). Originally published in 2010 by Allen Lane, a Penguin Books imprint.

## وصلات خارجية
- جامعة شيزي (بالصينية)
- جامعة شيزي (بالإنجليزية)